# Llac Turkana

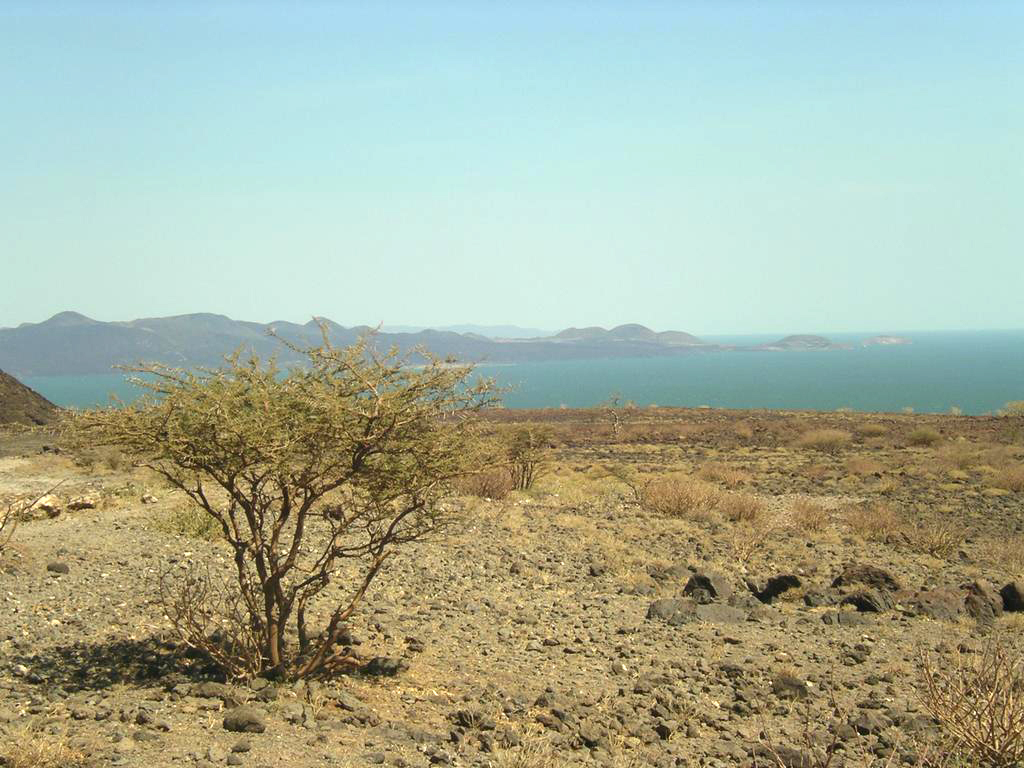
Vista del llac Turkana

El llac Turkana (fins al 1975 conegut com a llac Rudolf) és un llac endorreic de la vall del Rift, al nord de Kenya, amb el seu extrem més al nord creuant a Etiòpia. És el llac desert permanent més gran del món i el llac alcalí més gran del món. Per volum, és el quart llac salat més gran del món després del Mar Càspia, Issik Kul i el llac Van, i entre tots els llacs ocupa el lloc 24.
Tot i que el llac s'ha utilitzat habitualment per al subministre d'aigua potable, la seva salinitat lleugerament salobre i els alts nivells de fluor, més alts que en l'aigua fluorada, el fan inadequat, i també ha estat una font de malalties propagades per aigua contaminada. Cada cop més, les comunitats a la vora del llac depenen de fonts subterrànies per a l'aigua potable. Els mateixos motius que la fan poc apta per a la beguda en limiten l'ús en regadiu. El clima és càlid i molt sec.
Els vents poden ser extremadament forts, ja que el llac s'escalfa i es refreda més lentament que la terra. Les tempestes sobtades i violentes són freqüents. Tres rius (l'Omo, el Turkwel i el Kerio) desemboquen al llac, però no té sortida, només perd aigua per evaporació. El volum i les dimensions del llac són variables. Per exemple, el seu nivell va baixar un 10 metres entre 1975 i 1993. Malgrat la manca de sortida, en ecologia sovint es considera que forma part o s'associa amb la conca del Nil per la seva connexió prehistòrica amb aquest sistema i les similituds en la seva fauna aquàtica.
A causa de la temperatura d'entre 27 i 31 graus centígrads, aridesa i inaccessibilitat geogràfica, el llac conserva el seu caràcter salvatge. Els cocodrils del Nil es troben en abundància. Les costes rocoses són la llar d'escorpins i escurçons echis. El llac és ric en peixos i la pesca és molt important per a l'economia local, però això es veu amenaçat per la caiguda del nivell de l'aigua i la sobrepesca. S'han descobert una gran quantitat de fòssils d'homínids a la zona que envolta el llac. La zona té pocs visitants, ja que està a dos dies amb cotxe des de Nairobi. El llac també és un límit imaginari del Rendille i Borana i Oromo amb la terra Turkana. La zona és principalment a base d'argila i és més alcalina que l'aigua de mar.
Els Parcs Nacionals del llac Turkana formen part de la llista del Patrimoni de la Humanitat de la UNESCO des del 1997 i ampliat el 2001. El llac Turkana està ara amenaçat per la construcció de la presa Gilgel Gibe III a Etiòpia a causa de l'embassament del riu Omo que subministra la major part de l'aigua del llac.

## Toponímia
Després de la independència de Kenya, el president, Mzee Jomo Kenyatta, la va rebatejar l'any 1975 en honor dels Turkana, la tribu predominant allà. Els Turkana es refereixen al llac com Anam Ka'alakol, que significa "el mar de molts peixos". És del nom Ka'alakol que Kalokol, una ciutat a la riba occidental del llac Turkana, a l'est de Lodwar, deriva el seu nom. L'anterior nom indígena de Turkana per al llac Turkana era Anam a Cheper. Els nadius que viuen al voltant del llac Turkana inclouen els pobles Turkana, Rendille, Gabbra, Daasanach, Hamar Koke, Karo, Nyagatom, Mursi, Surma i Molo. Per a la ubicació de molts d'aquests pobles, consulteu el mapa dialectal de l'article.

### Llac Rudolf
El llac va ser anomenat originalment Llac Rudolf (en honor al príncep hereu Rudolf d'Àustria) pel comte Sámuel Teleki de Szék i el seu tinent al comandament Ludwig Ritter Von Höhnel, hongarès i austríac, el 6 de març de 1888. Van ser els primers europeus que van registrar una visita al llac després d'un llarg safari per l'Àfrica oriental. El llac va mantenir el seu nom europeu durant el període colonial de l'Àfrica oriental britànica. Tanmateix, l'existència del llac i la seva forma i ubicació eren ben conegudes a Europa molt abans que Teleki concebés la seva visita.

### Mar de Jade
En un moment desconegut, el llac va adquirir un nom alternatiu com el mar de Jade pel seu color turquesa vist apropant-se des de la distància. El color prové de les algues que pugen a la superfície en temps tranquil. És probable que també sigui un nom europeu.

### Basso Narok
JW Gregory va informar a The Geographical Journal de 1894 que es deia "Basso Narok", que significa "Llac Negre" en llengua Samburu. De la mateixa manera, el proper llac etíop Chew Bahir s'anomena "Basso Naibor" a Samburu, que significa "llac blanc". Els Samburu es troben entre les tribus dominants a la regió del llac Turkana quan van venir els exploradors." Quina era la forma nativa d'aquesta frase, què podria significar i en quina llengua no és clar.

## Geologia

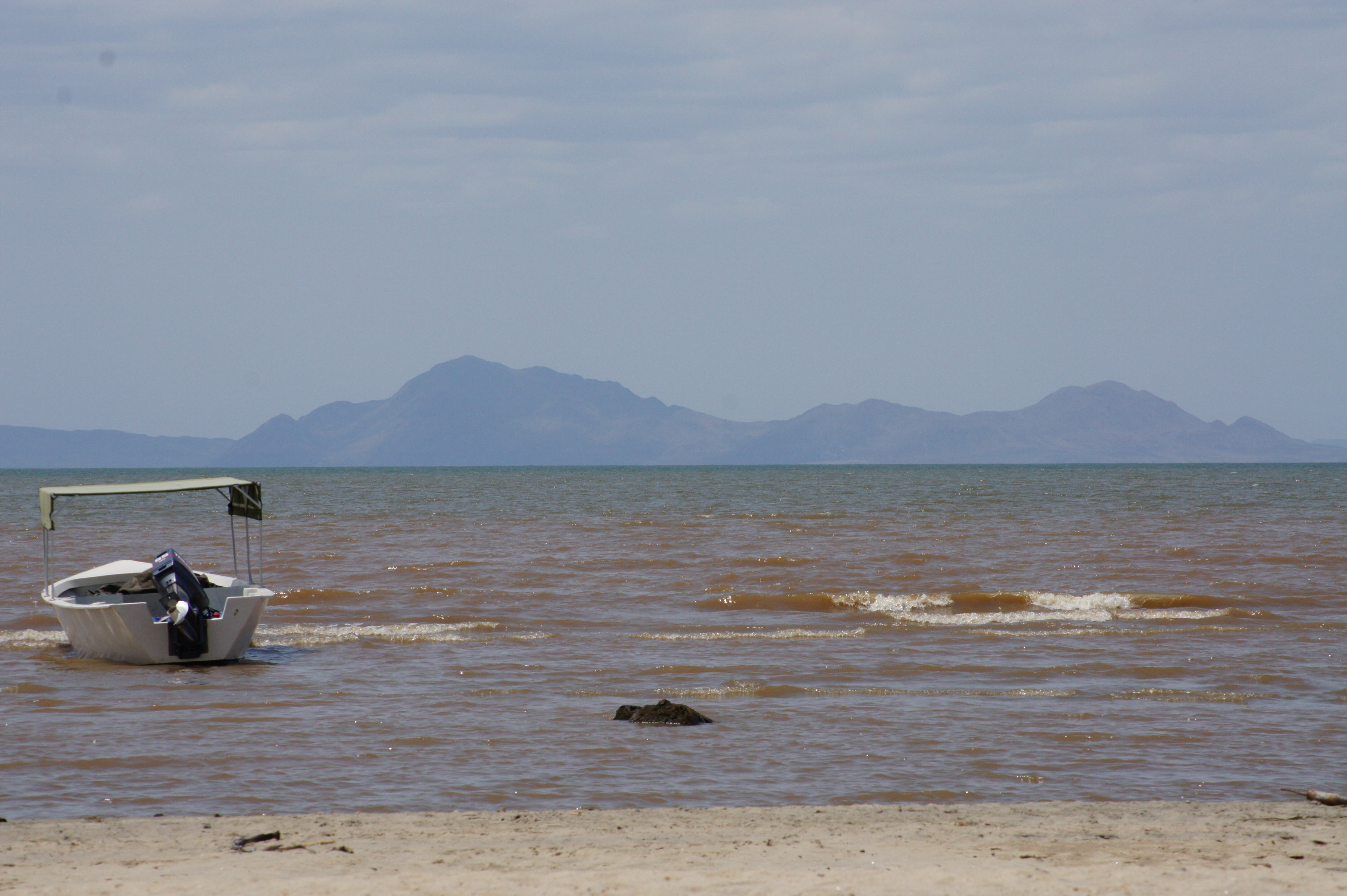
Vista del llac Turkana amb les formacions Koobi Fora al fons.

El llac Turkana és una característica del Rift d'Àfrica Oriental. Un rift és un lloc feble de l'escorça terrestre a causa de la separació de dues plaques tectòniques, sovint acompanyades d'un graben, o abeurador, en el qual es pot acumular l'aigua del llac. La fractura va començar quan l'Àfrica oriental, impulsada pels corrents del mantell, va començar a separar-se de la resta d'Àfrica, desplaçant-se cap al nord-est. Actualment, el graben és de 320 km d'ample al nord del llac, 170 km al sud. Aquesta escletxa és una de les dues, i s'anomena Gran o Rift oriental. N'hi ha un altre a l'oest, el Western Rift.
El llac Turkana és una característica única del paisatge d'Àfrica oriental. A més de ser un llac desèrtic permanent, és l'únic llac que conserva les aigües procedents de dues zones de captació separades del Nil. La conca de drenatge del llac Turkana treu les seves aigües principalment de les terres altes de Kenya i les terres altes d'Etiòpia.
Les roques de la regió han estat datades per dues determinacions analítiques fa 522 i 510 milions d'anys. En aquell moment no hi havia cap escletxa. L'activitat volcànica indica una fractura a través de l'escorça debilitat. L'activitat volcànica més antiga de la regió es va produir als turons de Nabwal al nord-est de Turkana i es data de 34,8 milions d'anys a finals de l'Eocè.
Les característiques tectòniques visibles de la regió resulten d'extrusions extensives de basalt sobre la conca de TurTurkana-Oen una finestra de 4,18 a 3,99 milions d'anys. Aquests s'anomenen Basalts del Grup Gombe. Es subdivideixen en Basalts Mursi i Basalts Gombi.
Les fluctuacions a curt termini del nivell del llac combinades amb les cendres volcàniques periòdiques a la regió han donat lloc a una capa fortuïta de la coberta del sòl sobre les roques basals. Aquests horitzons es poden datar amb més precisió mitjançant l'anàlisi química de la toba. Com que es creu que aquesta regió va ser un niu evolutiu d'homínids, les dates són importants per generar una sèrie diacrònica de fòssils, tant hominoides com no hominoides, és a dir, simis (inclou hominins) i no simis. Se n'han excavat molts milers.
A la conca de Turkana són visibles terrasses que representen costes antigues. El més alt es troba a 100 m sobre la superfície del llac (només aproximat, ja que el nivell del llac fluctua), que es va produir fa uns 9.500 anys, al final del Plistocè com a part del període humit africà. En general es teoritza que Turkana formava part del sistema del Nil superior en aquell moment, connectant-se amb el llac Baringo a l'extrem sud i el Nil Blanc al nord, i que els ajustos de la terra volcànica van tallar la connexió. Aquesta hipòtesi explica les espècies del Nil al llac, com els cocodrils i la perca del Nil. També es van produir nivells alts d'aigua fa aproximadament 9.000, 6.000 i 5.000 anys, cadascun dels quals va ser seguit per caigudes del nivell del llac de més de 40 m en menys de 200 anys. Es creu que els canvis en la posició de la frontera aèria del Congo van afectar la capacitat de la humitat de l'oceà Atlàntic per arribar a l'est d'Àfrica, la qual cosa va tenir una profunda influència en el nivell del llac Turkana i les masses d'aigua adjacents.
El jaciment arqueoastronòmic Namoratunga, que s'ha datat cap al 300 aC, es troba prop del llac Turkana.

## Ubicació
Es troba a uns 360 metres d'altitud dins una regió volcànica molt calenta i seca. La major part del llac es troba a Kenya, amb un extrem nord dins Etiòpia. La superfície que ocupa és de 6.405 km² i és el més gran del llacs endorreics d'aigües permanents del món. Cubica un volum 203.6 km³ d'aigua, que és alcalina. La fondària mitjana n'és de 30,2 metres i la màxima de 109 metres.
Els rius Omo, Turkwel i Kerio aporten el seu cabal al llac i aquest, en ser endorreic, només perd aigua per evaporació. Malgrat la manca de sortida, en ecologia sovint es considera una part de la conca del Nil, o almenys associada amb ella, a causa de la seva connexió prehistòrica amb aquest sistema i les similituds de les seves faunes aquàtiques.

## Poblacions humanes
L'habiten les ètnies Gabbra, Rendille i Turkana; aquests darrers es refereixen al llac com anam Ka'alakol que significa la mar amb molts peixos.

## Importància per a la vida silvestre

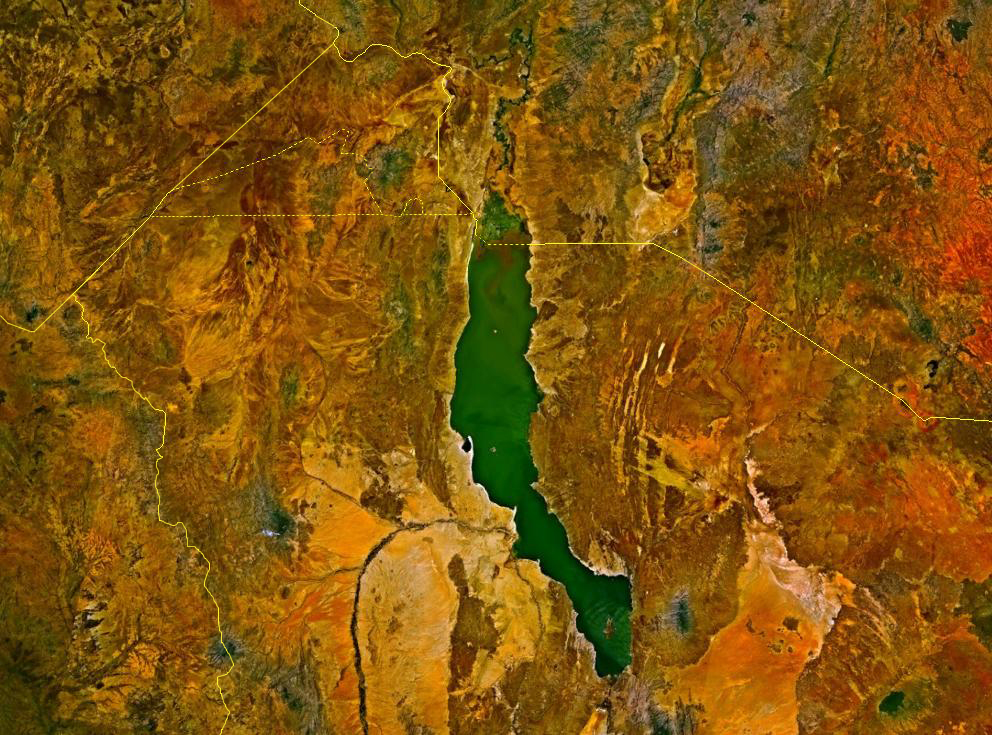
Imatge de satèl·lit del llac Turkana

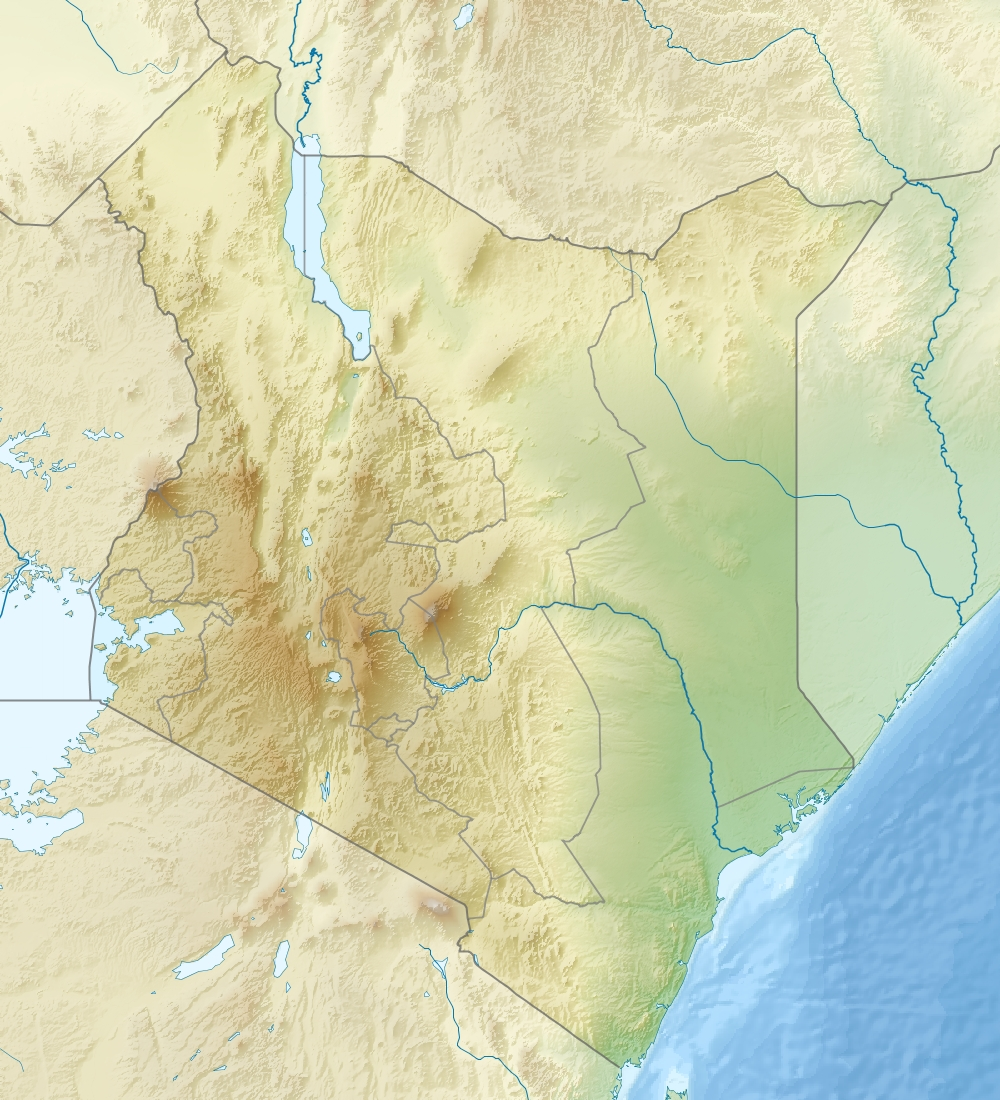
A dalt al mig: llac Turkana

És l'hàbitat de molts peixos, com la perca del Nil, molts cíclids pelàgics i amb 14.000 cocodrils, la major població d'aquests rèptils a l'Àfrica. El 1985 s'hi ha identificat un gripau que es va batejar Sclerophrys turkanae.
La presència d'aigua en una regió subdesèrtica és molt important per tal de mantenir grans poblacions d'ocells, lleons, girafes i altres animals.

## Importància paleontològica
Els seus voltants són un dels llocs on més troballes d'homínids fòssils s'han fet, sent excavada per Richard Leakey des de 1968. El clima de la zona fa 2 milions d'anys era més humit i fèrtil i s'hi van desenvolupar molts antecessors humans com australopithecus anamensis, Homo rudolfensis, Homo erectus (el Nen de Turkana) o el recentment trobat Kenyanthropus platyops, coexistint diverses espècies d'homínids entre fa 1.78 i 1.98 milions d'anys.

## Cultura Popular
El pròleg del joc Xenosaga comença a la riba del llac Turkana el segel XXI, quan un grup d'investigadors descobreixen el Zohar, un artefacte místic, a les profunditats del llac.